# Хирургообразные
Хирургообразные (лат. Acanthuriformes) — отряд лучепёрых рыб из надотряда колючепёрых, ранее рассматривался в качестве подотряда хирурговидных (Acanthuroidei) в отряде окунеобразных.
Большинство видов отряда обитают в Индо-Тихоокеанской области (от Красного моря до акватории Большого Барьерного рифа), хотя некоторые обитают дальше в Тихом и в Атлантическом океанах.

## Классификация
В отряд включают 6 семейств, из которых одно — вымершее:
- Подотряд Sciaenoidei
  - Семейство Emmelichthyidae Poey, 1867 — Красноглазковые
  - Семейство Sciaenidae Cuvier, 1829 — Горбылёвые
- Подотряд Acanthuroidei
  - Семейство Acanthuridae Bonaparte, 1835 — Хирурговые
  - Семейство Luvaridae Gill, 1885 — Луваровые
  - † Семейство Massalongiidae Tyler & Bannikov, 2005
  - Семейство Zanclidae Bleeker, 1876 — Занкловые

## Описание
У многих видов рыб семейства хирурговых имеются скальпелеобразные чешуйки-шипы или костные пластинки на хвостовом стебле, которые могут нанести раны при неосторожном обращении с выловленными рыбами. Семейство занкловые является монотипическим, включает один современный вид — рогатого занкла, или мавританского идола, который внешним видом напоминает некоторые виды вымпельных рыб-бабочек. Семейство луваровых также монотипическое. Луварь — вид крупных морских рыб, обитает во всех океанах, включая Средиземное море. Горбылёвые — довольно большое семейство, представители которого распространены повсеместно в умеренно тёплых и тропических водах, как в пресной, так и в морской воде.

## Галерея

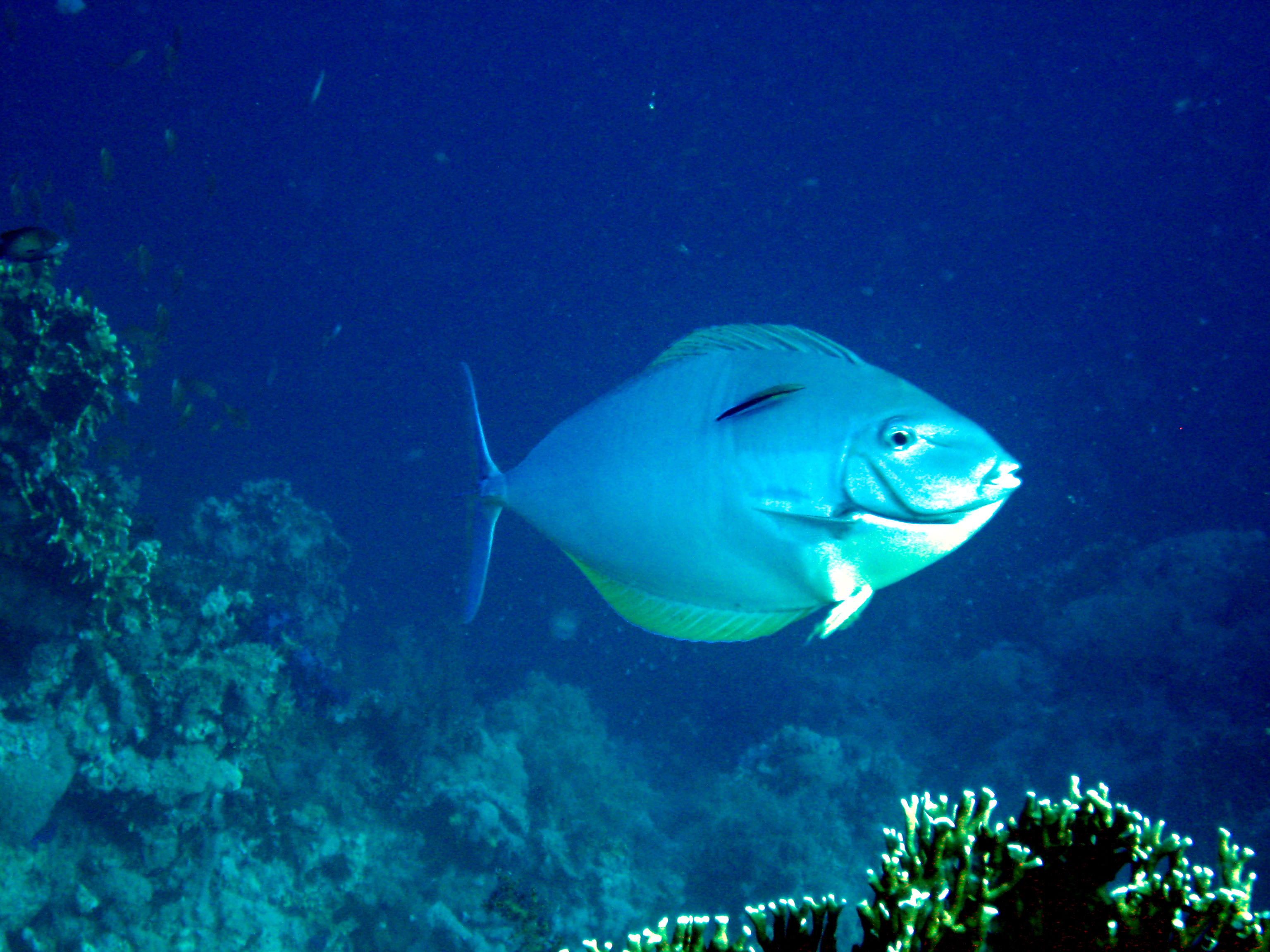
Acanthurus mata
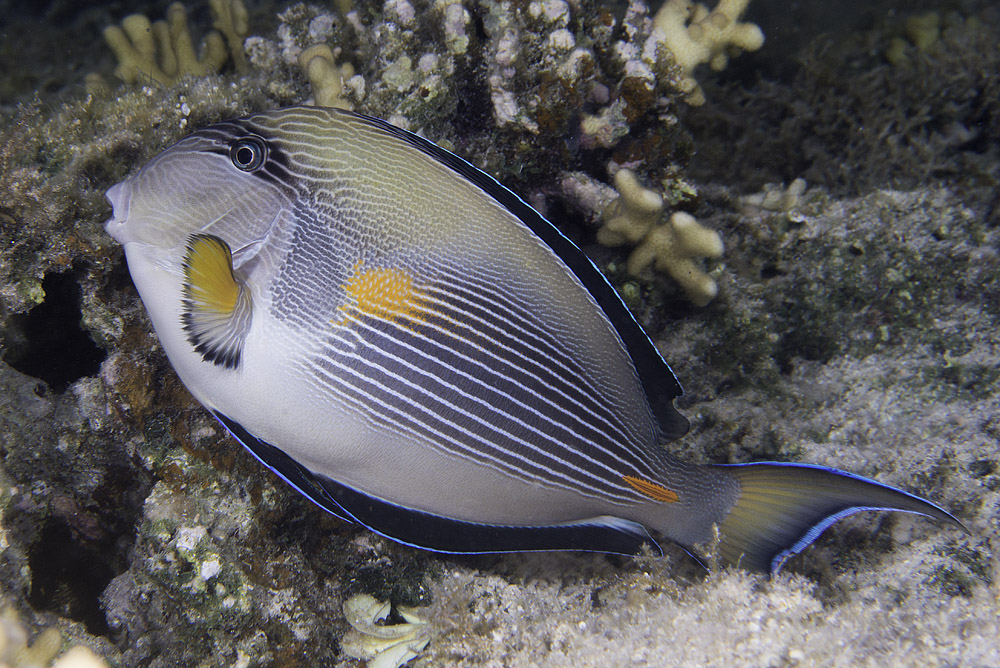
Acanthurus sohal
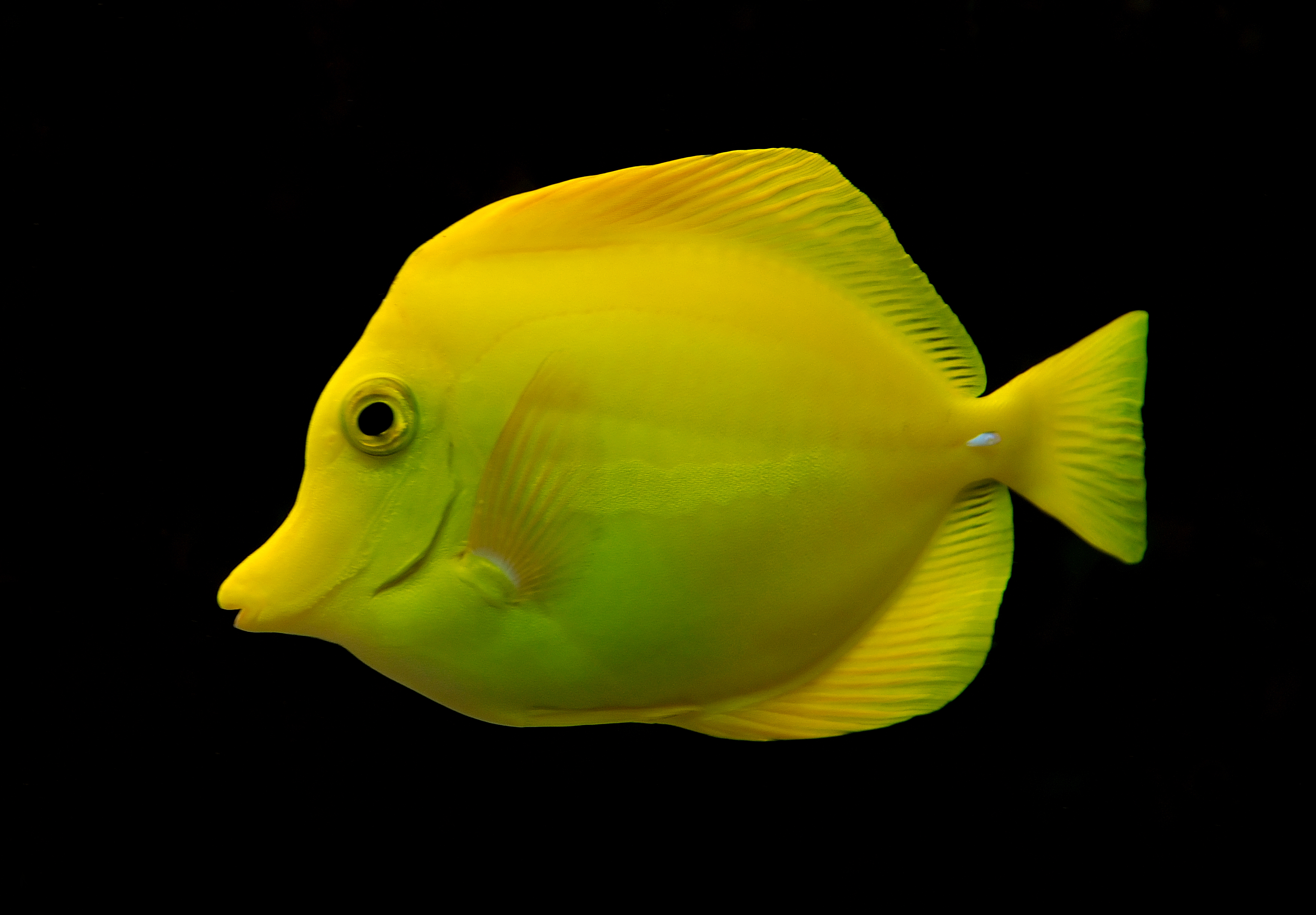
Zebrasoma flavescens
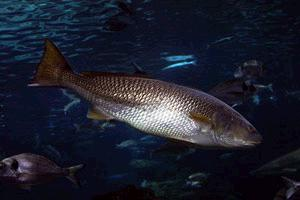
Argyrosomus regius
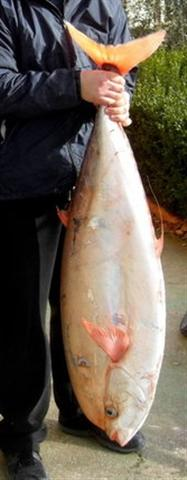
Luvarus imperialis
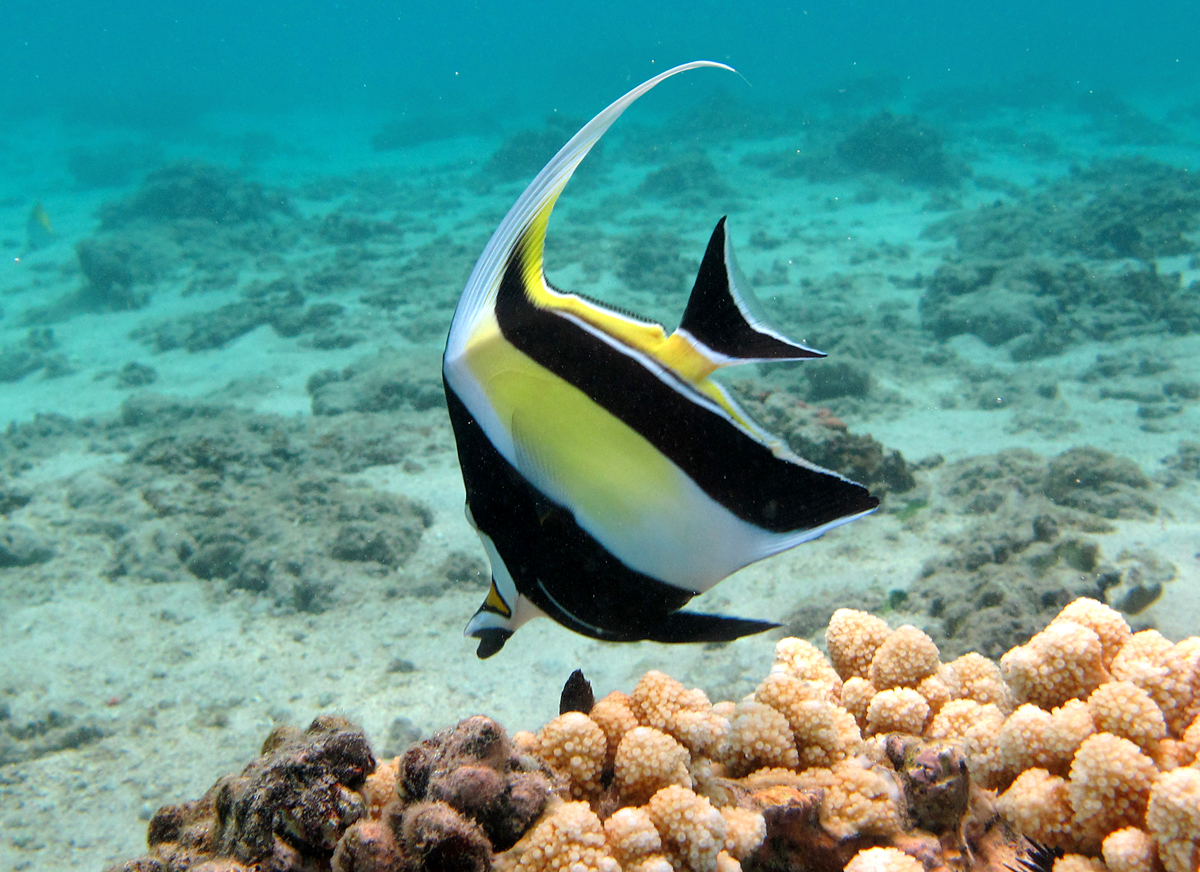
Zanclus cornutus
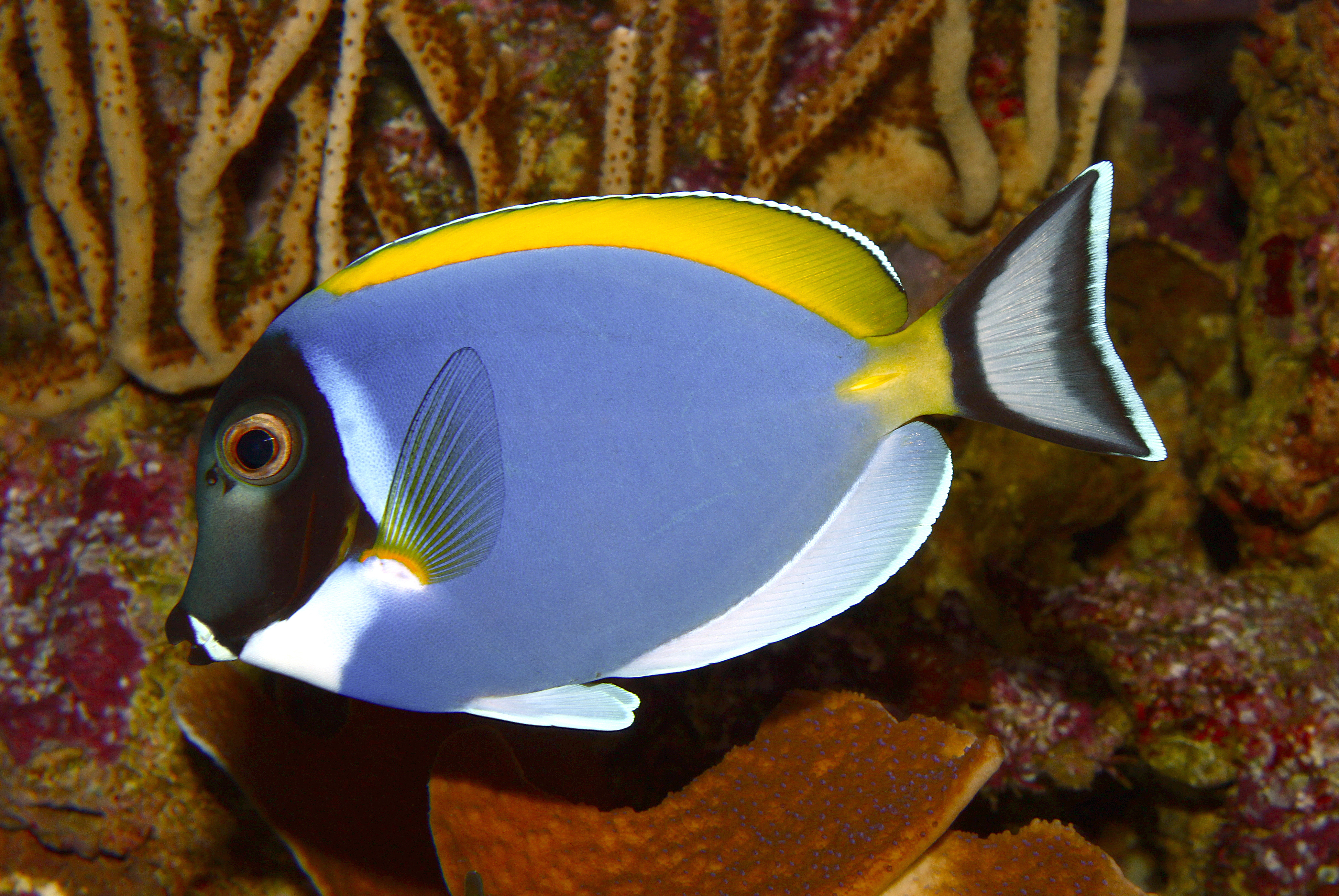
Acanthurus leucosternon
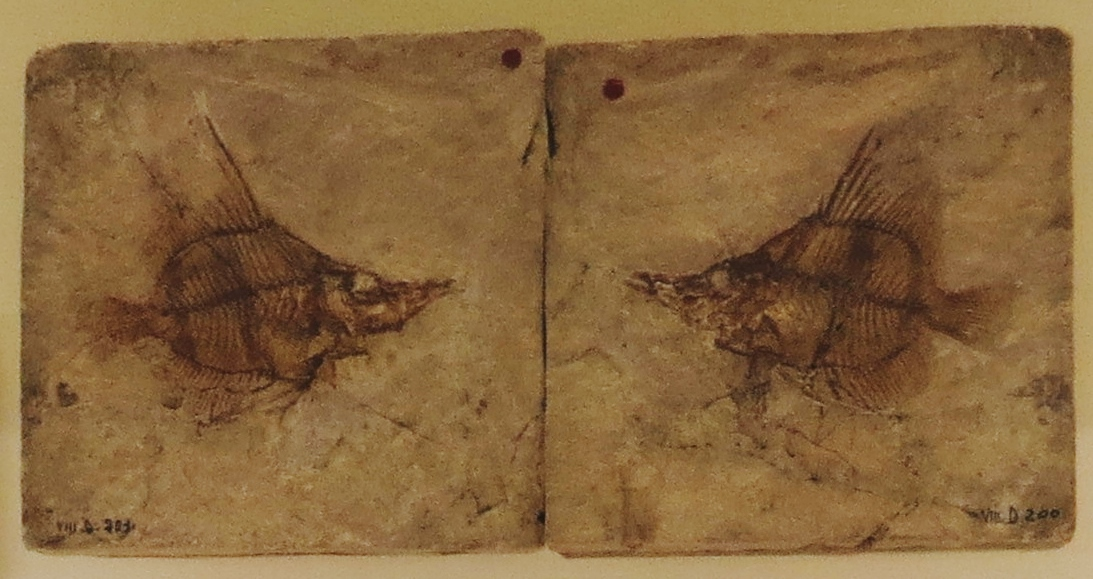
Massalongius gazolai